# Oriente (banda)
Oriente é um grupo de rap brasileiro que surgiu em Niterói, no Rio de Janeiro no ano de 2008. O grupo possui quatro integrantes, sendo eles: Chino, Nissin, Geninho e Bruno.

## História
Fundada em Niterói no ano de 2009 a partir de batalhas de rima, a banda Oriente mistura rap com outros estilos musicais, como MPB, reggae e rock e é formada pelos MCs Chino e Nissin, o violinista Nobru. O DJ Geninho BeatBox também fez parte da formação, mais deixou o grupo em 2021.
No final de 2011 lançou seu primeiro álbum com 19 faixas, chamado de Desorientado. O CD conta com participações especiais de Black Alien, Rapadura, MC Beleza, dentre outros artistas.
Sucessos como "Máximo Respeito" e "Mister M" expandiram sua visibilidade, enquanto o hit "Linda, Louca e Mimada" de 2016, estrelado por Agatha Moreira, tornou-se popular.
Em 2012, lançaram seu primeiro videoclipe com a canção "Mister M".
No ano de 2014 a música “Máximo Respeito” foi escolhida para integrar a trilha sonora do vídeo oficial do Campeonato Mundial de Slackline, realizado em Munique, Alemanha.
Em 2016 lançaram o clipe da música Linda, Louca e Mimada, com a participação da atriz Agatha Moreira.
Em 2017, lançaram o álbum "Yin Yang", destacando-se pela diversidade musical e letras que abordam temas como feminismo e crítica social, contando com as colaborações de Zeca Baleiro, Criolo e Toni Garrido.

## Discografia
Álbuns
- Prefácio (EP) (2011)
- Desorientado (2011)
- Desorientado Sem Cortes (2011)
- Oriente Acústico (2014)
- Yin Yang (2017)
- Oriente Acústico(2018)

Videoclipes
- "Eu Sou de Niterói" (2010)
- "Mister M" (2012)
- "Mandona" (2019) (part. MC Hariel)